# Escut de Reykjavík
L'Escut de Reykjavík mostra en color blanc els pilar del tron d'Ingólfur Arnarson i tres faixes viperades en representació de les ones del mar, tot sobre un fons blau marí. Fou dissenyat per Halldór Pétursson, dissenyador, qui fou designat i contractat per dissenyar el logotip a partir d'un concurs organitzat per l'Ajuntament de Reykjavík el març del 1951.

L'escut va ser aprovat en una reunió el 14 de maig del 1957 i aprovat pel consell de la ciutat el 6 de juny de l'any 2014.

## Colors
Les especificacions a les normes oficial dels colors d'ús de l'escut són:
| Model de color | Blau        | Blanc     |
| -------------- | ----------- | --------- |
| Pantone        | 287 C       | Blanc     |
| CMYK           | 100-69-0-11 | 0-0-0-100 |
| RGB            | 0, 51, 102  | 0, 0, 0   |
| HTML           | #003087     | #FFFFFF   |

El model HTML s'ha extret a patir del codi Pantone descrit a les normes d'ús.